# Водний гель
Водний гель (рос. водный гель, англ. aqueous gel, нім. Wassergel n) — водовмісна вибухова речовина, яка складається з рідкого розчину окиснювача, в якому знаходяться зважені частинки твердих компонентів — для запобігання їх осаджування і втрат В.г. за рахунок витоку по тріщинам його загущують введенням гуаргому та ін. загущувачів. Для підвищення водостійкості додають структуроутворювачі (солі хрому, алюмінію, біхромат натрію та ін.).